# Finikas Ayias Marinas Chrysochous
El Finikas Ayias Marinas Chrysochous es un club de fútbol del poblado de Ayia Marina Chrysochous, Distrito de Paphos, Chipre. Fue fundado en 1973 y actualmente juega en la División Élite STOK, tercera división en el fútbol chipriota.